# Bodensee-Rundweg

Wegzeichen

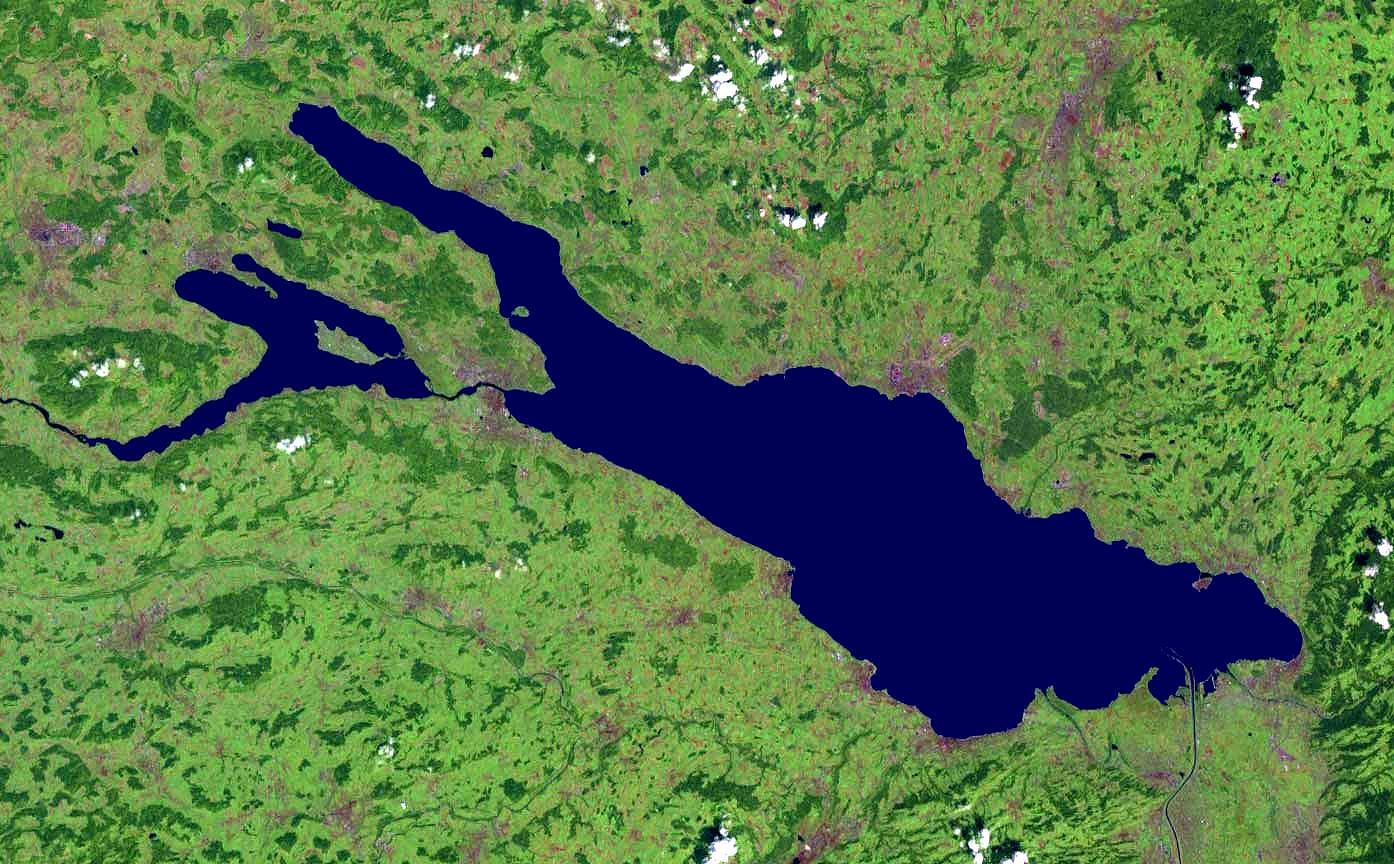
Satellitenaufnahme des Bodensees

Der Bodensee-Rundwanderweg, ausgeschildert als Bodensee-Rundweg, führt rund um den Bodensee durch die Staatsgebiete Deutschlands, Österreichs und der Schweiz.

## Entstehung
Wandervereine aus Deutschland, Österreich und Schweiz zeichneten den Weg in den 1960er Jahren aus und weihten ihn am 25. Oktober 1970 bei der Wallfahrtskirche Birnau als vierten internationalen Fernwanderweg in Europa ein.
Die Zielsetzung war, für die Besucher der Erholungsorte am See ufernahe Wandermöglichkeiten auszuweisen. Der ursprünglich ausgezeichnete Weg ist 256 Kilometer lang.

## Wegführung
Nicht alle Uferzonen sind wegen Industrieansiedlungen, Bebauung und Naturschutzgebieten zugänglich. Dann verläuft der Weg um diese Zonen herum. Auch im Mündungsgebiet der Flüsse, wie z. B. Leiblach, Bregenzer Ach, kanalisierter Rhein und Alter Rhein (Fußacher Durchstich) müssen manchmal beträchtliche Wegstrecken ins Landesinnere bis zur nächsten Brücke oder Grenzübergangsstelle zurückgelegt werden. Manchmal verläuft der Bodensee-Rundweg auch wegen verkehrsreicher Uferstraßen oder wegen der Aussichtsmöglichkeiten als Höhenweg über dem See.
Die Markierung des Bodensee-Rundweges ist ein rechtsgerundeter Pfeil um blauen Punkt. In der Schweiz werden stattdessen die Teilziele auf gelbgrundigen Wegweisertäfelchen angegeben. Die Beschriftung ist oftmals auf den Hinweis „Wanderweg“ reduziert.

## Die Teilstrecken
Eine gute kartographische Markierung des Verlaufs ist in Wanderkarten der Bodenseeregion im Maßstab 1:50.000 bis 1:75.000 enthalten. Eine grobe Beschreibung der Wegstrecke in Etappen befindet sich in den Randnotizen der Kompass-Wanderkarte des Bodensees. Umrundungen des Obersees, Überlinger Sees oder den Untersees sind auch in vielen kleineren Teilstrecken machbar. Lokale Infotafeln sind hin und wieder entlang oder in der Nähe des Bodensee-Rundwegs aufgestellt, z. B. am Bodenseepfad. Anregungen finden sich auch in den Beschreibungen des Bodensee-Radweges.

### Rund um den Obersee

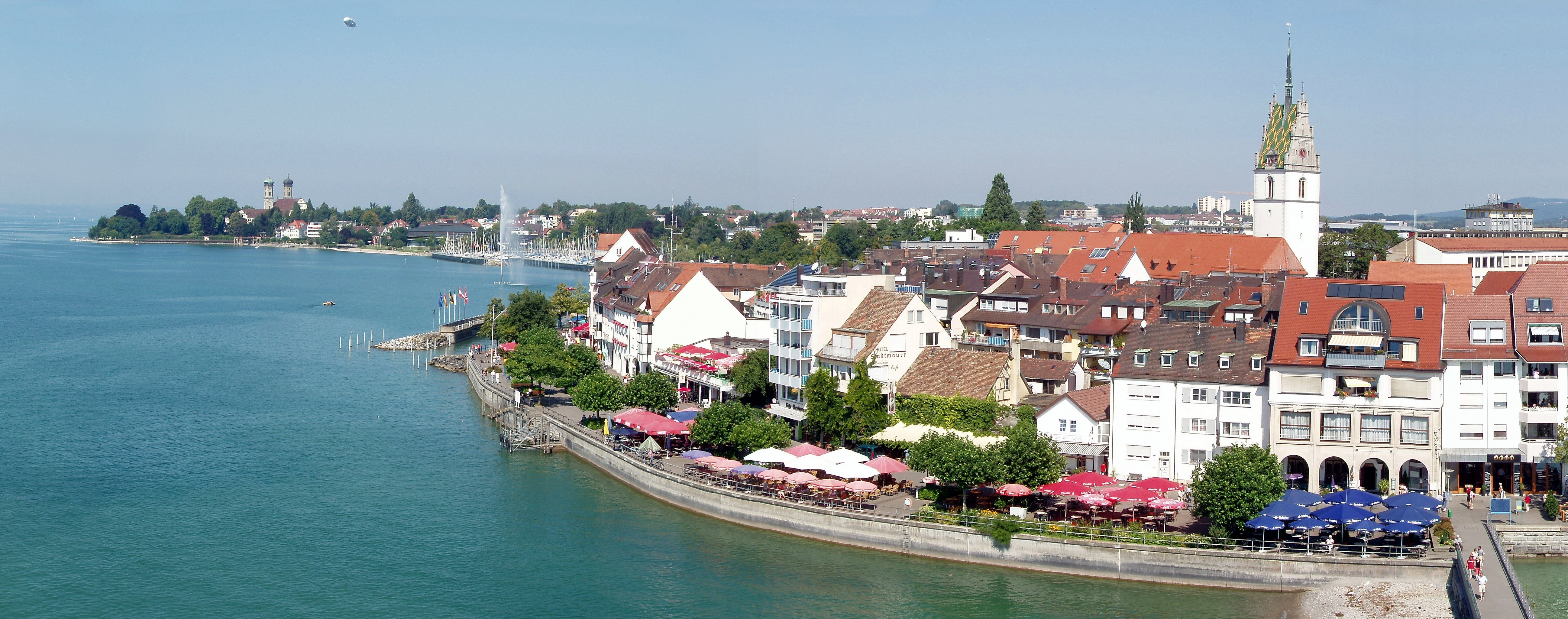
Uferpromenade von Friedrichshafen

Von Meersburg nach Immenstaad

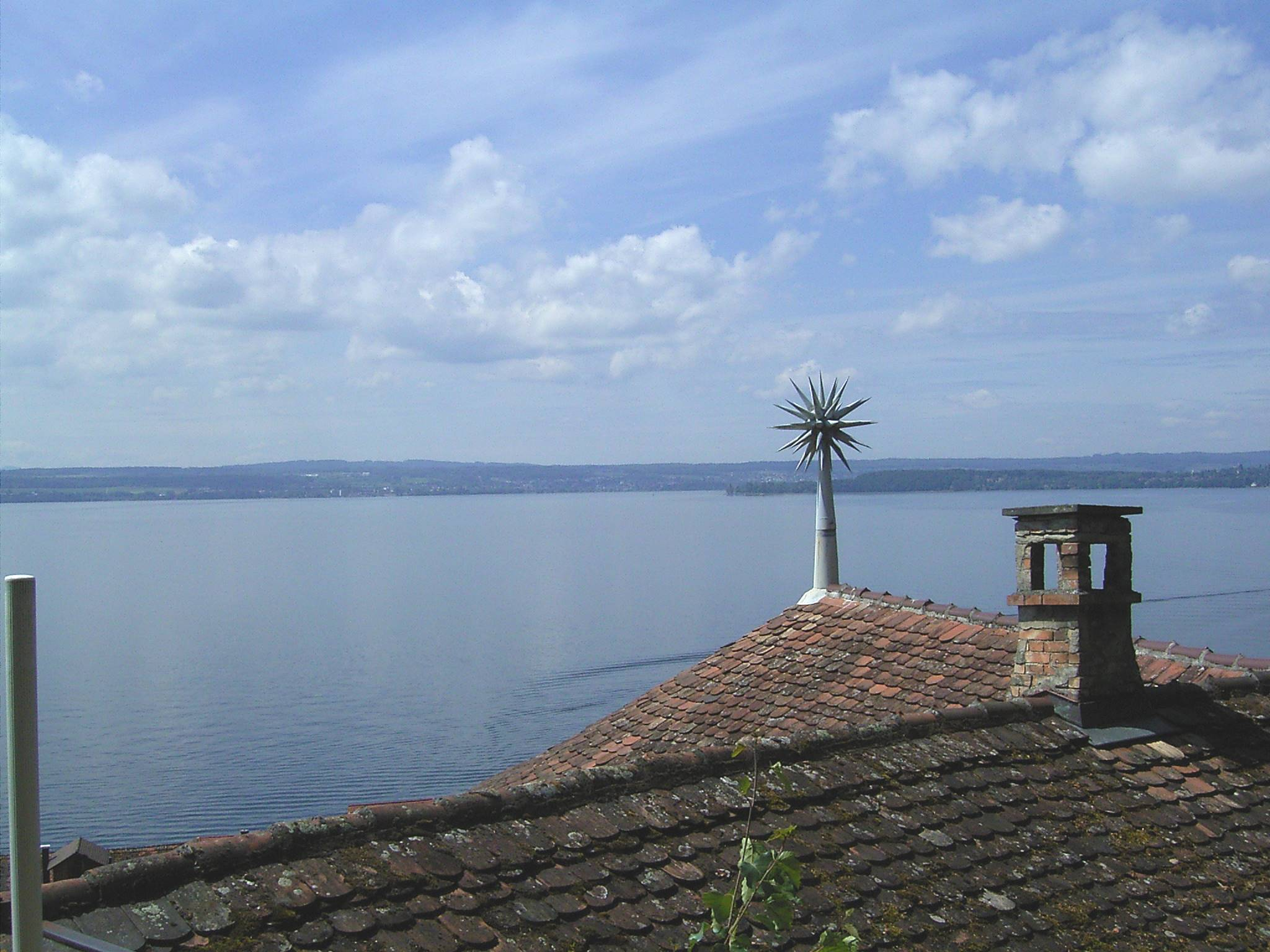
Blick über das Alte Schloss in Meersburg auf Konstanz-Staad

Der Bodensee-Rundweg beginnt am Meersburger Obertor, folgt der Stefan-Lochner-Straße und mündet nach Überquerung des Tobels (Töbelestraße) in den Höhenweg nach Hagnau. Kurz vor Überquerung des Tobels wird in einer Kapelle am Wegesrand mit der Kopie der Stalingradmadonna an Schicksale des Zweiten Weltkriegs erinnert. Auf dem Höhenweg oberhalb der Rebhänge werden die Weinlagen auf Schautafeln erklärt. Über Wetterkreuz und Ehrenmal und einen Tobel wird Hagnau am Bodensee mit seinem Winzerverein erreicht.
Alternativ führt der stark von Radfahrern benutzte Weg aus der Meersburger Unterstadt mit ihrem Hafen unterhalb der Rebhänge über das Rebgut Haltnau zum Fischerdorf Hagnau. In Hagnau befindet sich an der Schiffslandestelle in der Grünanlage ein Erinnerungsstein an die Seegfrörne von 1880 und am Osthafen an die von 1963.

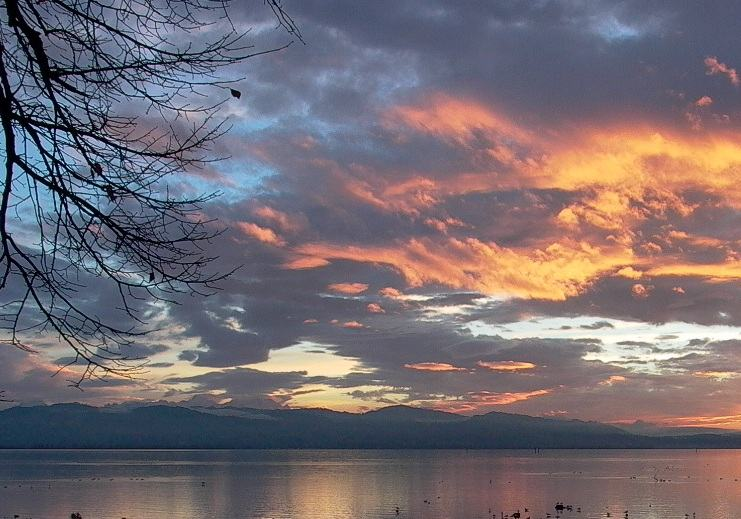
Stimmung am Bodensee bei Föhn

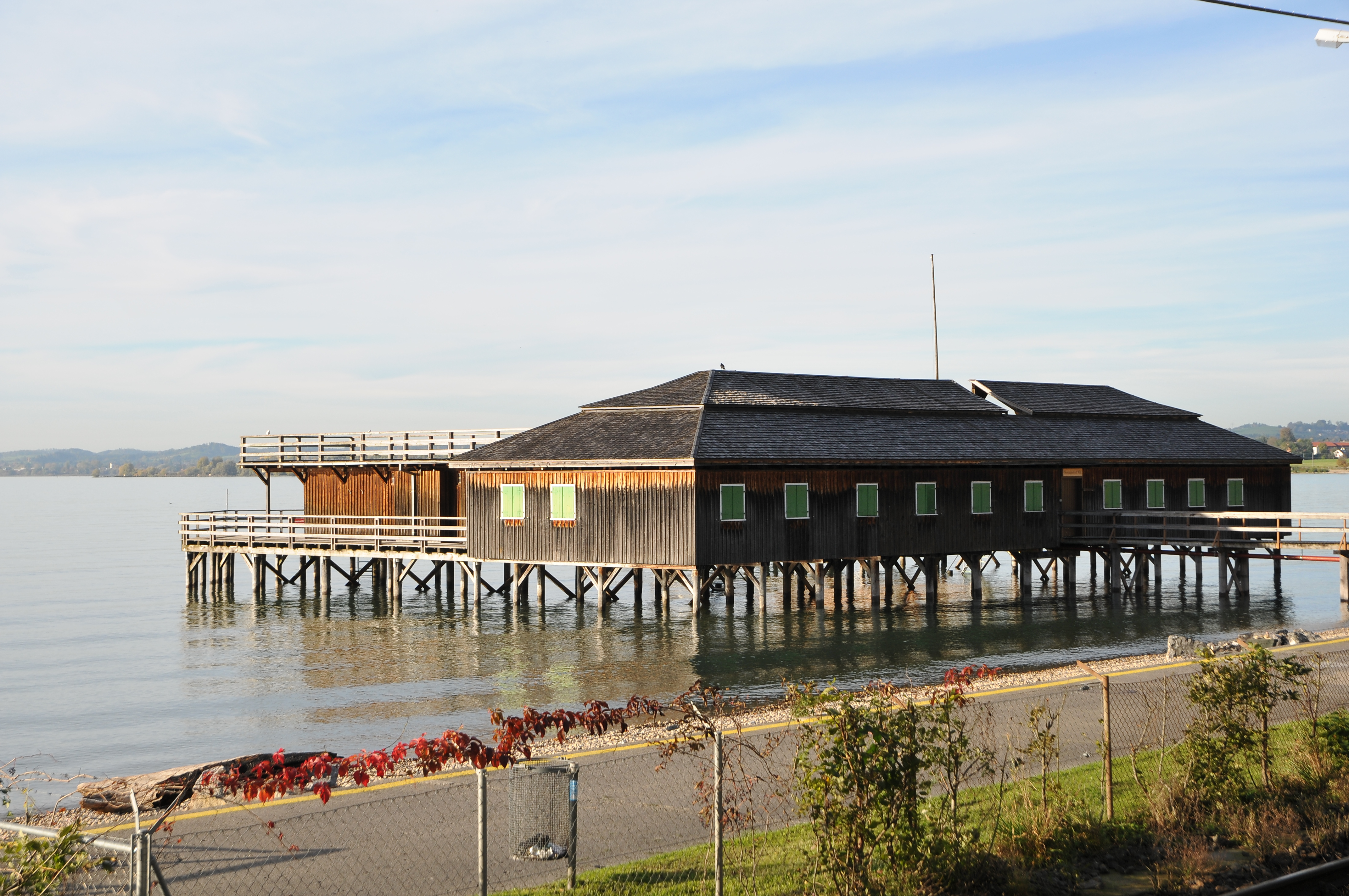
Militärbad (Mili) in Bregenz

Der Bodensee-Rundweg führt um das Freibad am Seeufer herum, dann ufernah nach Immenstaad am Bodensee zur dortigen Schiffsanlegestelle.

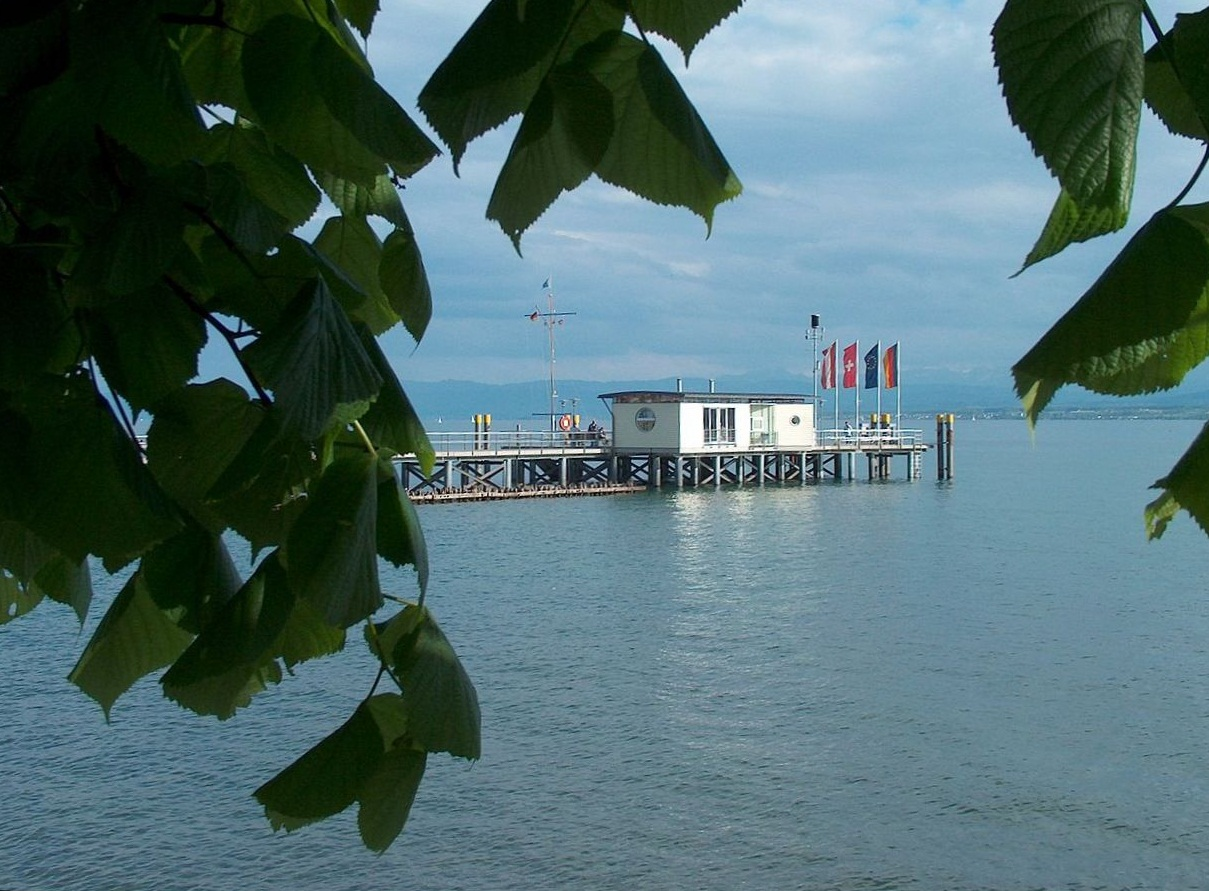
Landesteg für die Bodenseeschiffe in Hagnau am Bodensee

Von Immenstaad nach Friedrichshafen
Der Bodensee-Rundweg verläuft von der Schiffsanlegestelle in Immenstaad längs des Ufers zum Campingplatz. Von dort landeinwärts zur Bundesstraße 31. Ab dort bis nach Manzell geht der Weg neben der B 31 am langgestreckten Industriegebiet von Airbus und am Grenzhof vorbei, dann durch Fischbach und auf den 2015 eröffneten Seeuferweg bei Manzell. Seewärts verläuft der Weg nach Seemoos, dann um das württembergische Schloss herum. Dann entlang der prächtigen Seepromenade von Friedrichshafen bis zum Hafen und Zeppelin Museum (Hafenbahnhof).
Von Friedrichshafen nach Kressbronn
Der Bodensee-Rundweg führt vom Friedrichshafener Hafen am Großparkplatz vorbei. Danach verzweigt er rechts in das Naturschutzgebiet Eriskircher Ried, über die Schussen, durch Langenargen am Schloss Montfort vorbei, über die Argen zur Schiffsanlegestelle von Kressbronn.
Von Kressbronn nach Lindau
Der Bodensee-Rundweg führt von Kressbronn tief landeinwärts über Retterschen und Hattnau nach Wasserburg.
Alternativ führt ein Weg von der Schiffsanlegestelle Kressbronn nach Nonnenhorn. Danach verläuft er teilweise landeinwärts und teilweise ufernah nach Wasserburg, in dessen Kirche die Daten der letzten Seegfrörne dokumentiert sind.
Der Bodensee-Rundweg führt dann von Wasserburg teilweise landeinwärts nach Bad Schachen, einem Stadtteil von Lindau. Danach wegen der Sperrung des Ufers durch Villen landeinwärts und schließlich über den Lindauer Bodenseedamm zum Hafen der Insel Lindau.
Von Lindau nach Bregenz
Der Bodensee-Rundweg führt vom Hafen von Lindau diesmal über die östlich gelegene Straßenbrücke zum Festland. Von dort verläuft er tief landeinwärts über Reutin, Oberreutin, Streitelsfingen, Rickenbach, Oberhochsteg und zum Grenzübergang Unterhochsteg.
Alternativ führt nach dem Überqueren der östlich gelegenen Straßenbrücke zum Festland ein Weg ufernah zum Fluss Leiblach. Von dort geht es zur landeinwärts gelegenen Brücke des Straßengrenzübergangs nach Österreich.
Der Bodensee-Rundweg geht vom Grenzübergang entlang des Bahndamms zum Bahnhof Lochau-Hörbranz, wo in den Grünanlagen eine weiße Marmorstele an die Daten der Seegfrörnen des Bodensees und der Hochwasserstände erinnert. Dann an der Bahnstrecke und später an der schräg abfallenden Seeuferbefestigung vorbei am Militärbad Bregenz zum Hafen von Bregenz.
Von Bregenz nach Fußach
Der Bodensee-Rundweg führt vom Hafen in Bregenz an der Seebühne der Bregenzer Festspiele vorbei, weiter am Bodenseeufer (in der Ferne das Kloster Mehrerau) bis zur Bregenzer Ach. An diesem Fluss landeinwärts, an den Stromschnellen vorbei bis zur und über die Straßenbrücke. Am gegenüberliegenden Ufer durch Hard zum Hafen, von dort zur Dornbirner Ach und am Flussufer wieder landeinwärts. Dann die Straßenbrücke über den Doppellauf der Dornbirner Ach und den schnell fließenden Rhein nach Fußach zur Haltestelle des städtischen Autobusses nach Bregenz.
Von Fußach nach Rorschach

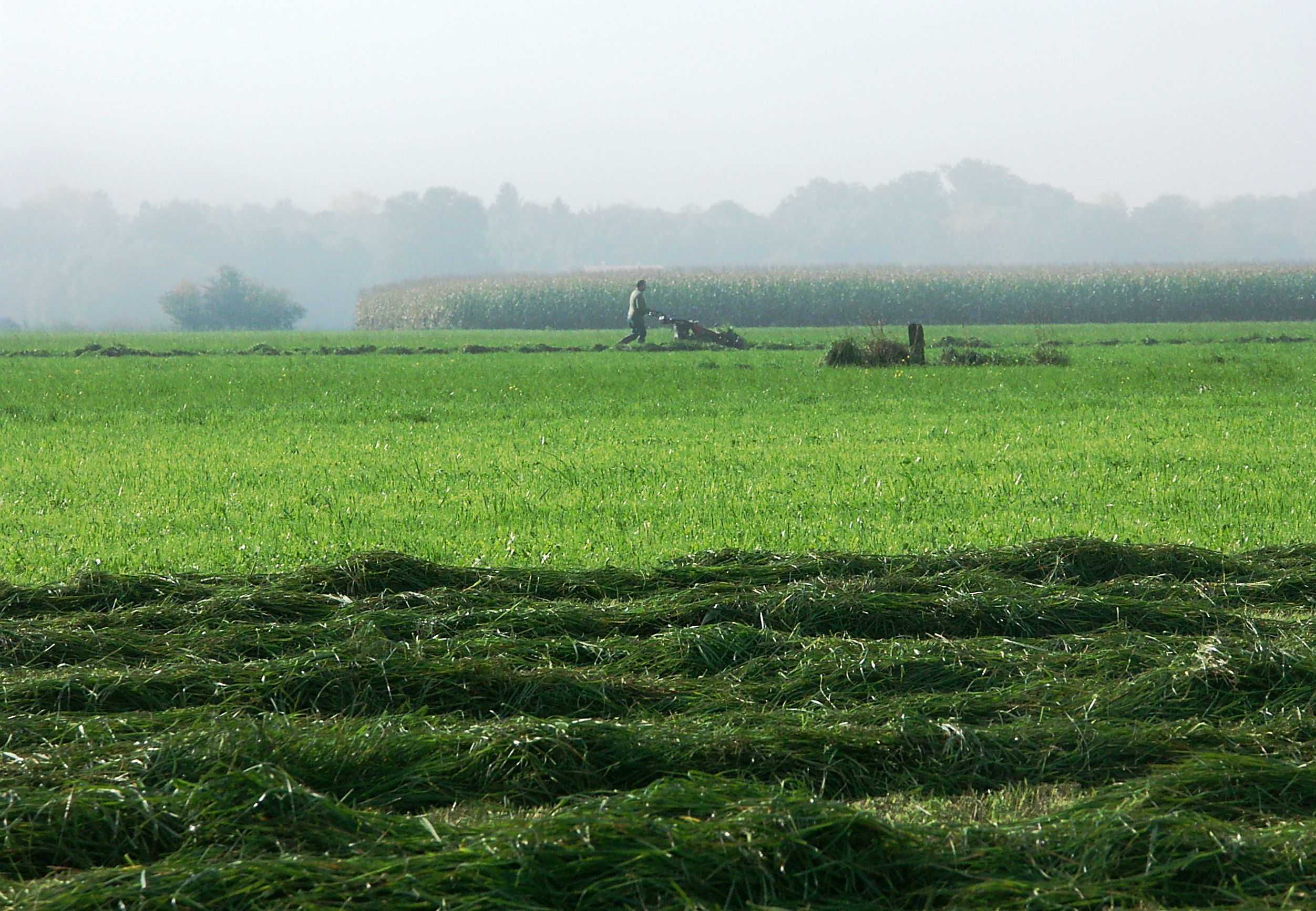
Rohrspitz; Bauer beim Mähen

Von der Bushaltestelle in Fußach hin zum Bodensee-Rundweg. Er führt Richtung Naturschutzgebiet Rohrspitz/Rheindelta. Der Weg verläuft am Schilfgürtel des Naturschutzgebietes Richtung Rohrspitz und auf der Hochwasser-Deichkrone Richtung Rheinspitz bis zum alten Rheinlauf. Nun geht es am Ufer des alten Rheins sehr weit landeinwärts bis zur Holzbrücke für Fußgänger bei Gaißau. Dort geht es ohne Grenzformalitäten hinüber zum Schweizer Ufer nach Rheineck. Sehr weit landeinwärts führt der Rundweg über Buriet, den Buechberg und Rorschacher Berg nach Rorschach.
Eine Alternative ist der Weg von Rheineck am alten Rhein entlang zwischen Autobahn und Schweizer Rheinufer Richtung Flugplatz Altenrhein vorbei an der Markthalle von Friedensreich Hundertwasser. Von dort entlang der Hauptstrasse 13 Richtung Rorschach zum Bahnhof.
Von Rorschach nach Romanshorn
Der Bodensee-Rundweg führt von Rorschach wieder tief landeinwärts über Goldach, Tübach nach dem Seeufer bei Steinach.
Alternativ ist der Weg an der Hauptstrasse 13 entlang von Rorschach nach Steinach möglich.
Von Steinach aus verläuft der Bodensee-Rundweg manchmal am Ufer, manchmal an der Hauptstrasse 13 entlang nach Arbon und zum Fährehafen von Romanshorn.
Von Romanshorn nach Kreuzlingen
Der Bodensee-Rundweg verläuft vom Bahnhof Romanshorn zwischen Bahnstrecke und Seeufer nach Münsterlingen, wo oberhalb in der Klosterkirche seit 1963 die Holzbüste des Johannes (Apostel) steht, bis sie bei einer neuen Seegfrörne in einer Eisprozession quer über den Obersee zur deutschen Partnergemeinde Hagnau getragen wird. Der Rundweg geht durch das Gelände der Kliniken von Münsterlingen nach Bottighofen. Von dort am Schweizer Ufer des Konstanzer Trichters durch den Seeburg-Park zum Hafen von Kreuzlingen. Von dort zum Bahnhof Kreuzlingen.
Alternativ vom Hafen von Kreuzlingen über die Seestrasse (Schweiz) ohne Zollformalitäten über den Grenzübergang Klein Venedig in die Hafenstraße (Deutschland) zum Hafen von Konstanz mit Schiffsverbindung nach Meersburg.

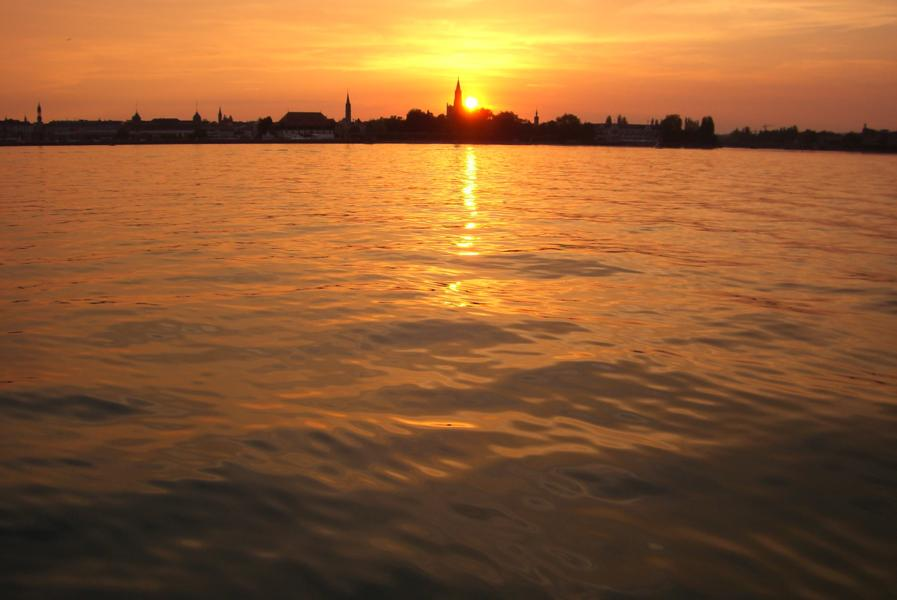
Sonnenuntergang über Konstanz (Juli 2006)

Von Konstanz-Hafen nach Konstanz-Staad
Vom Konstanzer Hafen führt der Zubringerweg am Konzilgebäude vorbei, zwischen Bahnstrecke und Stadtgarten, dann am historischen Insel-Hotel vorbei über die Rheinbrücke von Konstanz, die den Seerhein überquert. Von der Brücke führt die Treppe hinunter zur Seestraße.
Der Bodensee-Rundweg führt von der Rheinbrücke an der Seestraße (am Seeufer entlang), umrundet seefern den Lorettowald und geht dann zum Wasserwerk und zum Fährehafen Staad.
Eine Alternative für die Umrundung des Lorettowaldes ist die Fortsetzung entlang des Sees von der Seestraße Richtung Freizeitbad Jakob, Freibad Horn („Hörnle“) mit Leuchtturm im See und dann Fortsetzung Richtung Wasserwerk.
Durch das Übersetzen mit der Fähre nach Meersburg ist die Umrundung des Obersees abgeschlossen.

### Rund um den Überlinger See

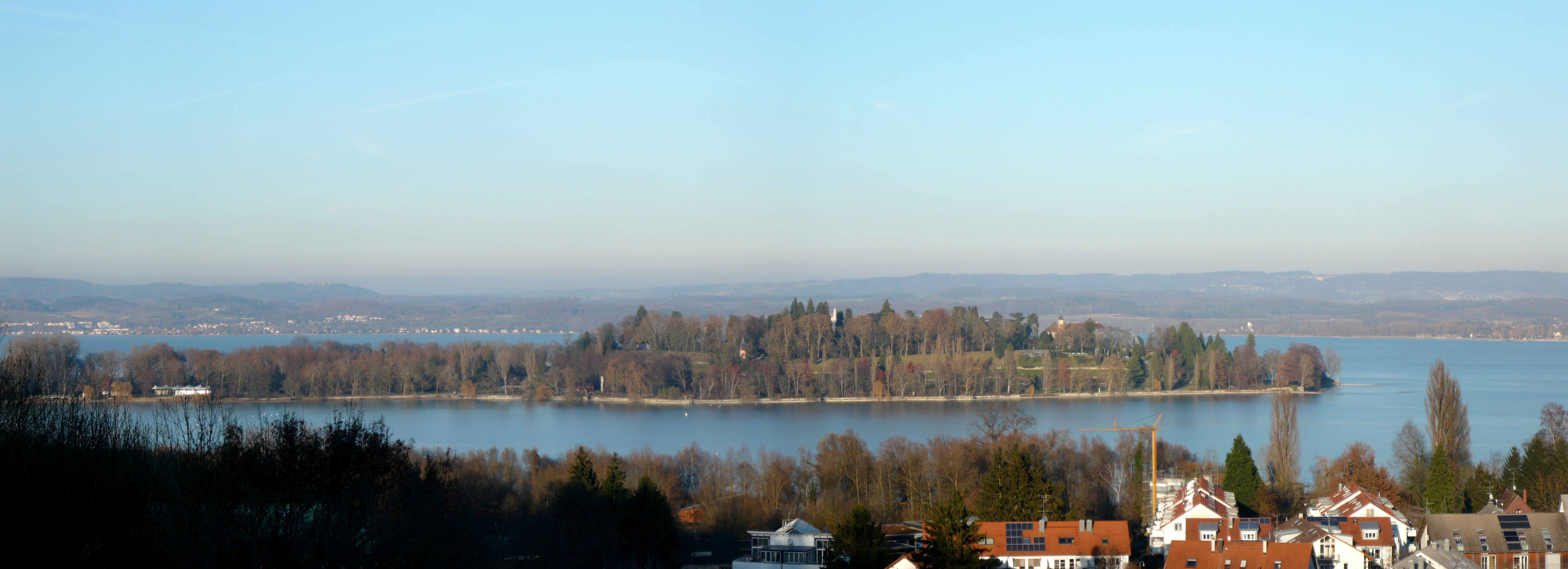
Die Insel Mainau von Süden aus gesehen

Von Konstanz-Staad nach Wallhausen
Am Fährehafen in Staad geht der Bodensee-Rundweg etwa in der Mitte der bergauf führenden Schiffstraße rechts zum Südufer des Überlinger Sees ab. Wegen der Bewaldung und des Wegverlaufs oberhalb des Sees gibt es keinen direkten Kontakt mit dem Seeufer. Bis nach Wallhausen verlaufen der Bodensee-Rundweg und der Bodensee-Radweg auf derselben Trasse. Stationen auf der Wanderung sind der Zugang zur Insel Mainau, die Ortschaften Litzelstetten, Dingelsdorf und die Schiffsanlegestelle von Wallhausen. Von Wallhausen ist eine Rückfahrt nach Konstanz mit dem städtischen Bus oder die Überquerung des Sees mit der Personenschifffahrt Wallhausen – Überlingen möglich.

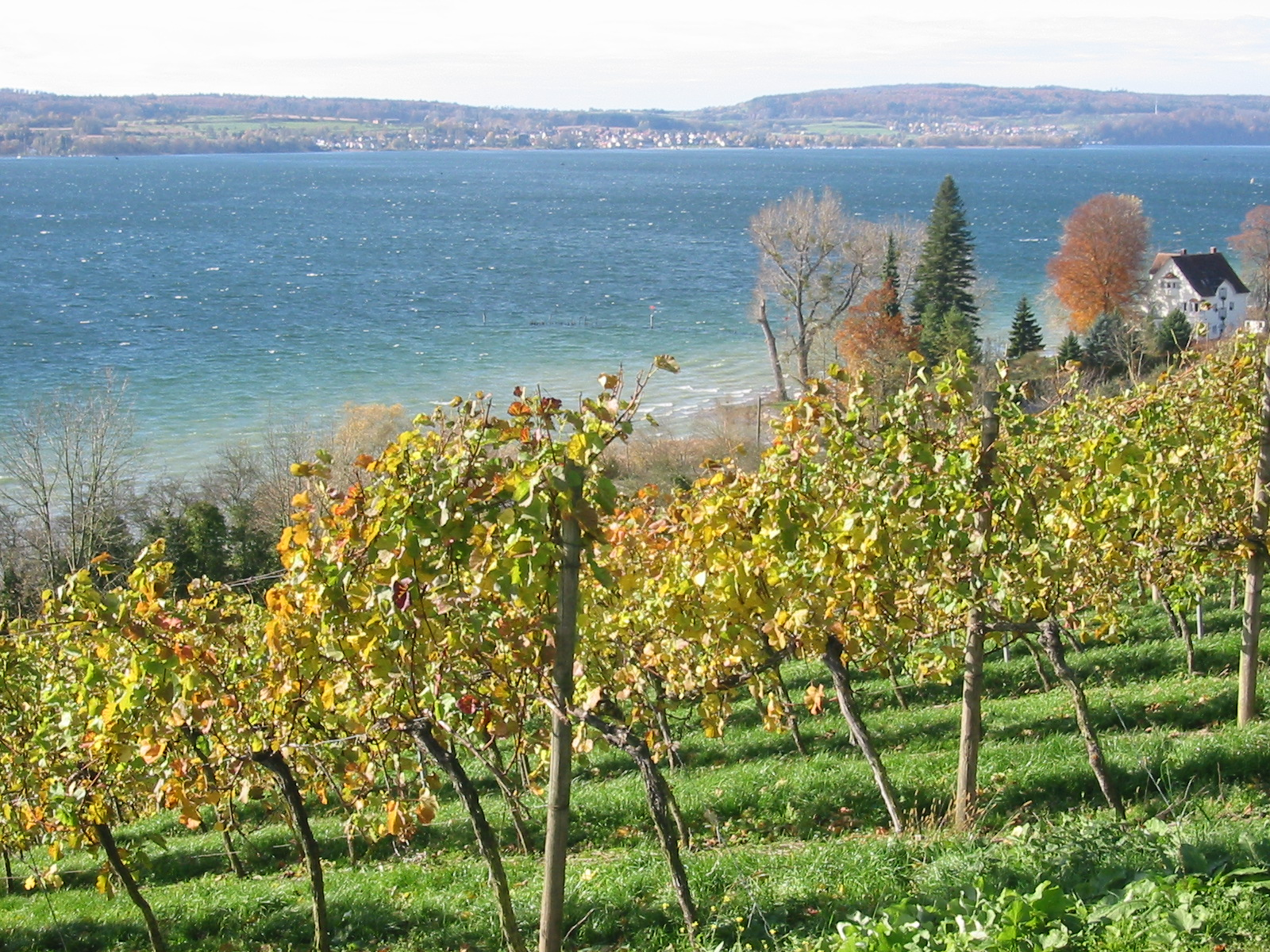
Weinbau am Bodensee (Birnau)

Von Wallhausen nach Bodman (wegen eines Erdrutsches seit 2015 gesperrt)
Von der Schiffsanlegestelle Wallhausen führt der Bodensee-Rundweg auf einem schmalen, für die Radfahrer gesperrten, bewaldeten Fußweg am Steilabfall des Bodanrücks knapp oberhalb des Seeufers durch den Wald. Nach rund 1,5 km Wegstrecke liegt rechts im See unter Wasser die ovale Felsnadel Teufelstisch. Sie ist eine Erhebung hinter dem Abfall vom Flach- zum Tiefwasser („Felsen“). Zu erkennen ist die Lage des Teufelstischs am Seezeichen 22 (von der Rückseite) sowie durch die hellere Färbung des Wassers. Über die Marienschlucht am steil abfallenden Bodanrück zum Ort Bodman. Vorbei am Schloss Bodman zur Schiffsanlegestelle Bodman. Von dort mit dem einige Male am Tag verkehrenden Schiff der Motorbootgesellschaft Bodman mbH im Zickzackkurs nach Überlingen.
Von Bodman nach Sipplingen
Vom Hafen in Bodman führt der Bodensee-Rundweg in die Kaiserpfalzstraße Richtung Ludwigshafen. Links am Berg die Freilichtausstellung zahlreicher Skulpturen von Peter Lenk. Danach geht es rechts am See entlang mit einem Bewuchs aus Schilfgürtel und Auwald. Die Sicht auf den See ist nur einige Male möglich, z. B. an den Aussichtspunkten zur Beobachtung der rastenden Zugvögel. Weiter entlang am Ufergebüsch unterhalb der Bahnstrecke Stahringen–Friedrichshafen geht es zum ehemaligen badischen Hauptzollamt am Ludwigshafener Hafen. An der Schmalseite des ehemaligen Zollamts befindet sich ein Relief von Peter Lenk Ludwigs Erbe zur Umbenennung des Ortes von Sernatingen in Ludwigshafen und weiteren Ungereimtheiten der Geschichte. Weiter geht es entlang des Ludwigshafener Seeufers, die Bahnstrecke wird unterquert, danach Überquerung der B 31. Ein Höhenweg führt 15 bis 100 Meter oberhalb des Sees durch Obstplantagen und Wald mit guter Seesicht.
Alternativ führt am Ortseingang zu Sipplingen ein Weg hinab zur Seepromenade, die zwischen Eisenbahnstrecke und See bis zum Hafen von Sipplingen führt. Von dort mit dem Boot der Motorbootgesellschaft Bodman über Ludwigshafen zurück nach Bodman.
Von Sipplingen nach Überlingen

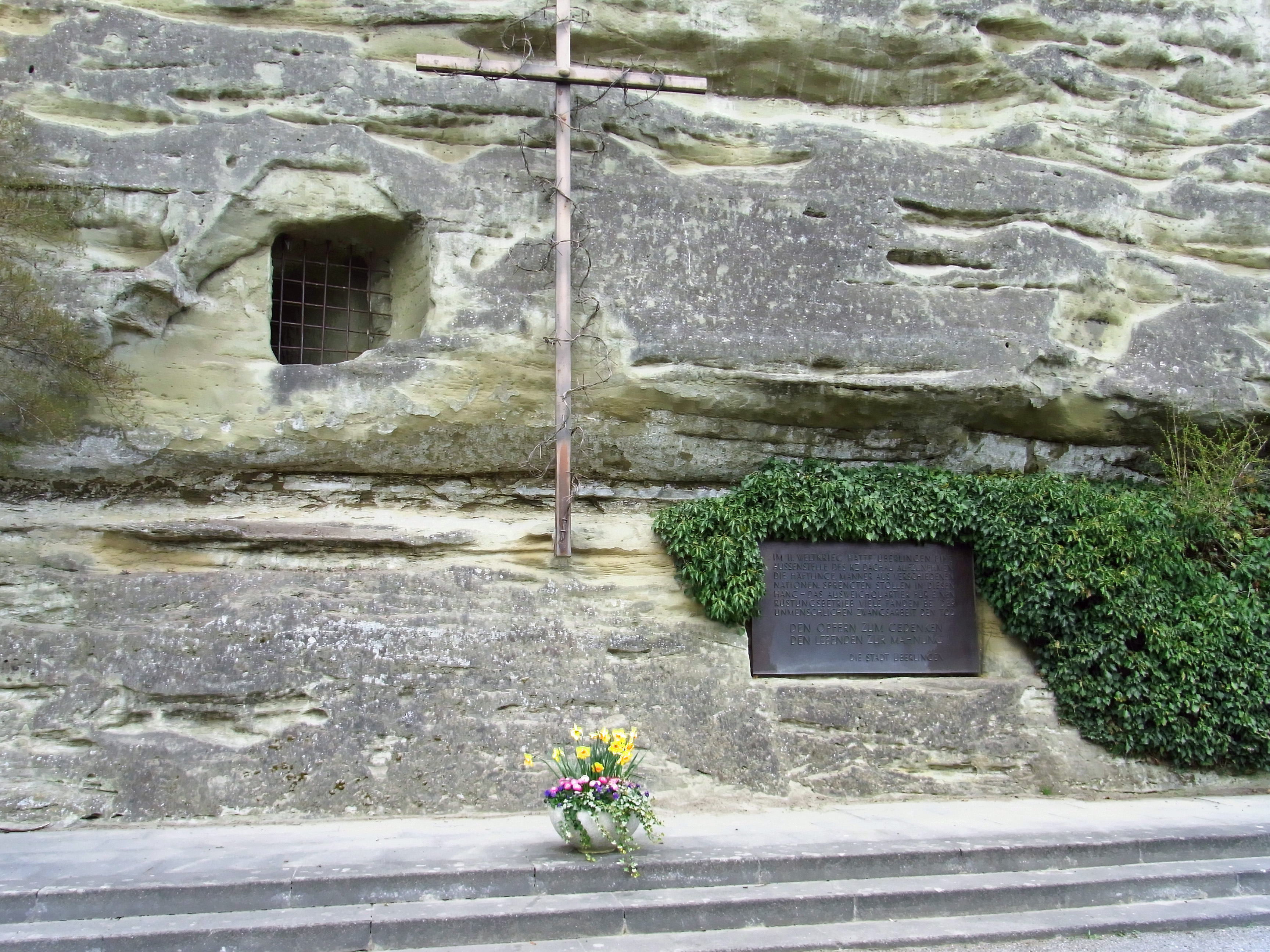
Gedenkstätte Goldbacher Stollen

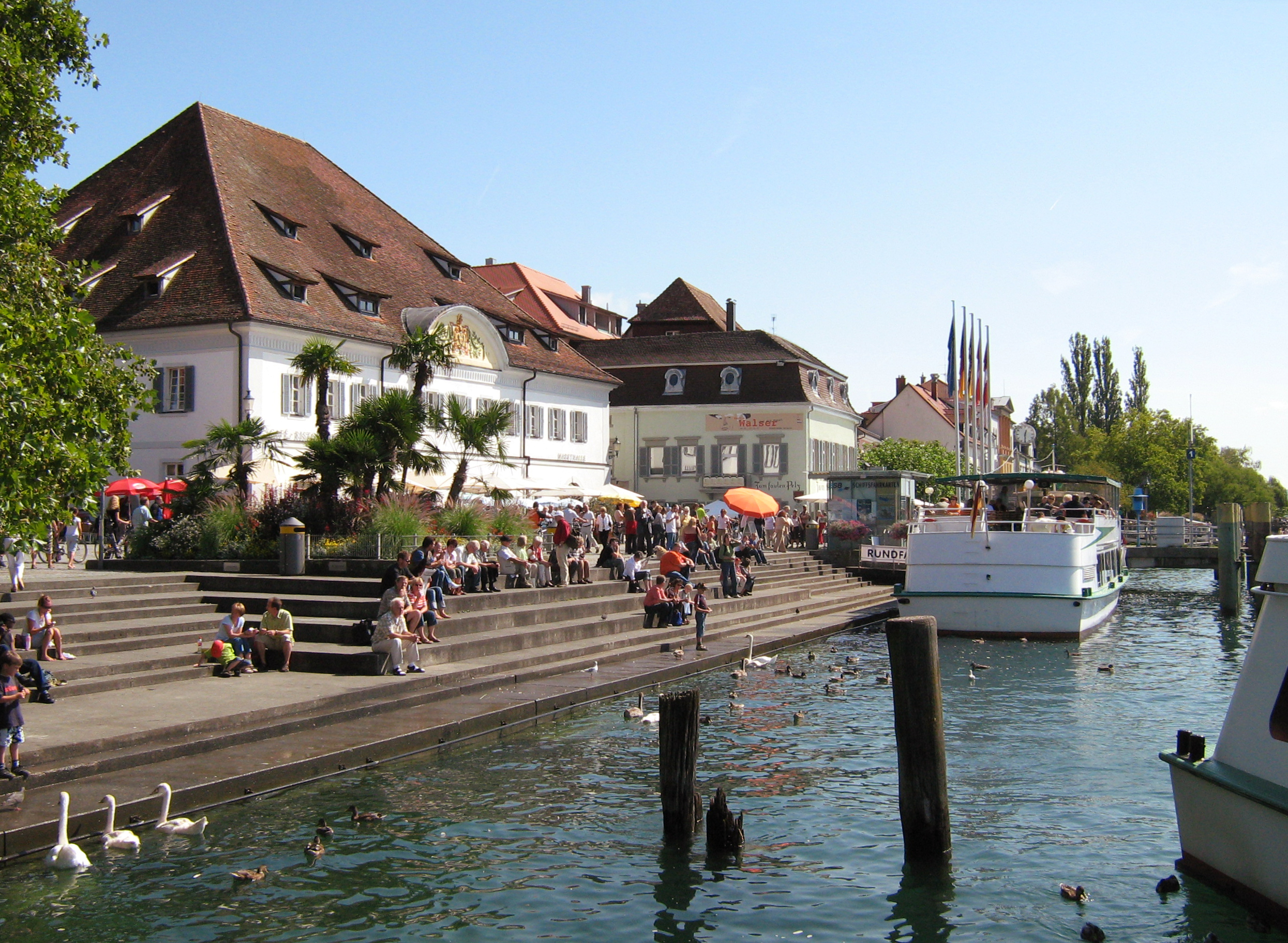
Anlegestelle in Überlingen

Der Bodensee-Rundweg ab Sipplingen bis Überlingen ist in seiner Wegführung als Höhenweg nicht empfehlenswert, weil starke Steigungen, steil abfallende Wegkanten und uneinheitliche Wegqualität die Wanderung extrem beeinträchtigen.
Alternativ führt die Strecke vom Hafen von Sipplingen entlang der vielbefahrenen Bundesstraße 31 und der Bahnstrecke Stahringen–Friedrichshafen nach Überlingen. Direkt am Seeufer gibt es keinen Weg, weil Bahngleise, die Straße und aufsteigende Hügel keinen Raum mehr lassen. Kurz vor Überlingen ragt steil der Molassefelsen an der Straße auf. Es folgt die St. Sylvesterkapelle (Goldbach) aus der ersten Hälfte des 9. Jahrhunderts mit Wandmalereien. Kurz vor Überquerung des Bahnübergangs bietet sich ein Abstecher zur Oberen Bahnhofstraße an, wo an einem der Stolleneingänge zwei Gedenktafeln und ein Kreuz an die Opfer anlässlich des Baus des Goldbacher Stollens in der nationalsozialistischen Zeit erinnern. Dann folgt die Überlinger Therme. Danach führt der Weg durch Grünanlagen und direkt am Seeufer bis zum Überlinger Hafen. In Überlingen trifft der Weg unter anderem auf die Via Beuronensis, einen Fernwanderweg nach Spanien.
Von Überlingen nach Meersburg

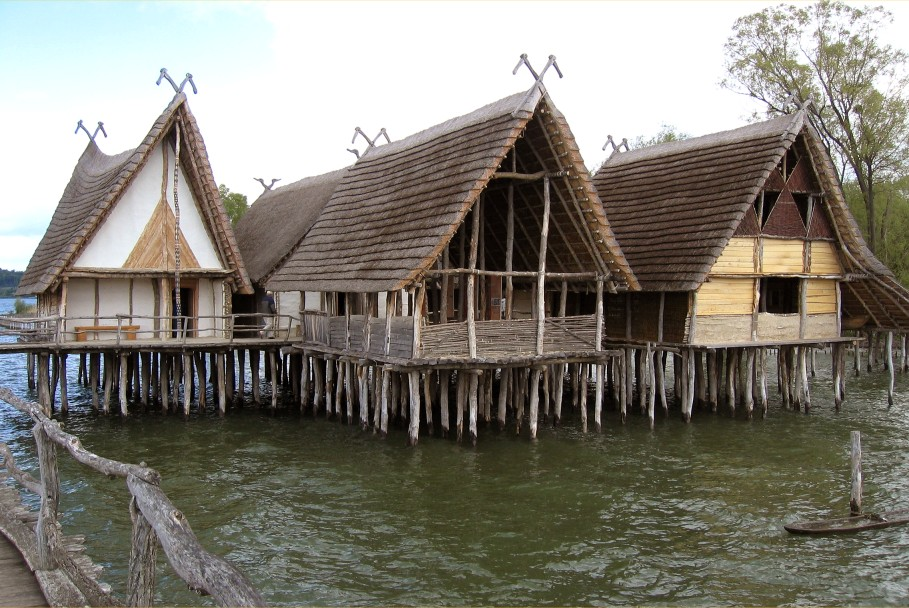
Rekonstruierte Pfahlbauten in Unteruhldingen

Der Bodensee-Rundweg verläuft von Überlingen immer weit oberhalb des Sees bis zur Wallfahrtskirche Birnau. Der Ausblick von der Terrasse beim Kloster Birnau geht weit in den Überlinger See.
Alternativ führt ein Weg entlang des Seeufers von der Promenade am Hafen von Überlingen nach Nußdorf und Schloss Maurach unterhalb der Wallfahrtskirche Birnau.
Von Birnau geht der Bodensee-Rundweg steilab durch Rebgelände nach Maurach, dann durch das Seefeldener Naturschutzgebiet nach Unteruhldingen mit dem Pfahlbaumuseum Unteruhldingen.
Der Bodensee-Rundweg geht nun von Unteruhldingen nach Meersburg durch Wald weit oberhalb des Bodensees. Nahe Meersburg werden schöne Aussichtspunkte (Weg vor dem Glaserhäusle, Ödenstein und Himmelsbergweg) tangiert. Vom Himmelsbergweg geht es in die Meersburger Oberstadt.
Alternativ führt ein Weg direkt von Unteruhldingen zwischen der Landesstraße 201 (der alten Bundesstraße) und dem Seeufer zum Fährhafen Meersburg, dort in die Unterstadt mit ihrer Seepromenade.
Mit der Fähre nach Konstanz-Staad. Damit ist die Umrundung des Überlinger Sees abgeschlossen.

### Rund um den Untersee (Bodensee)

#### Schweizer Uferabschnitt des Untersees
Von Konstanz nach Berlingen

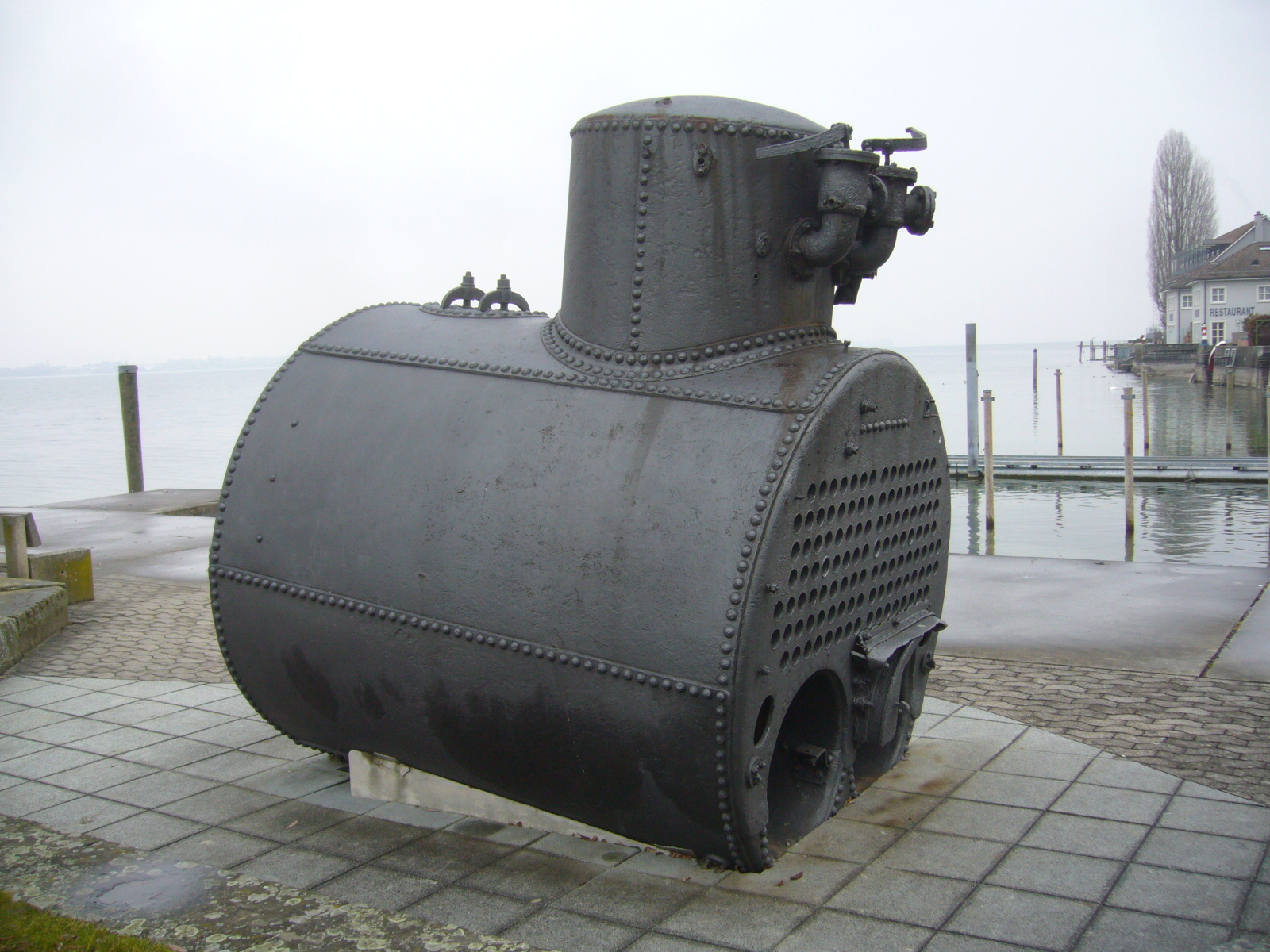
Zerborstener Kessel des Unglücksschiffes Rheinfall in Berlingen

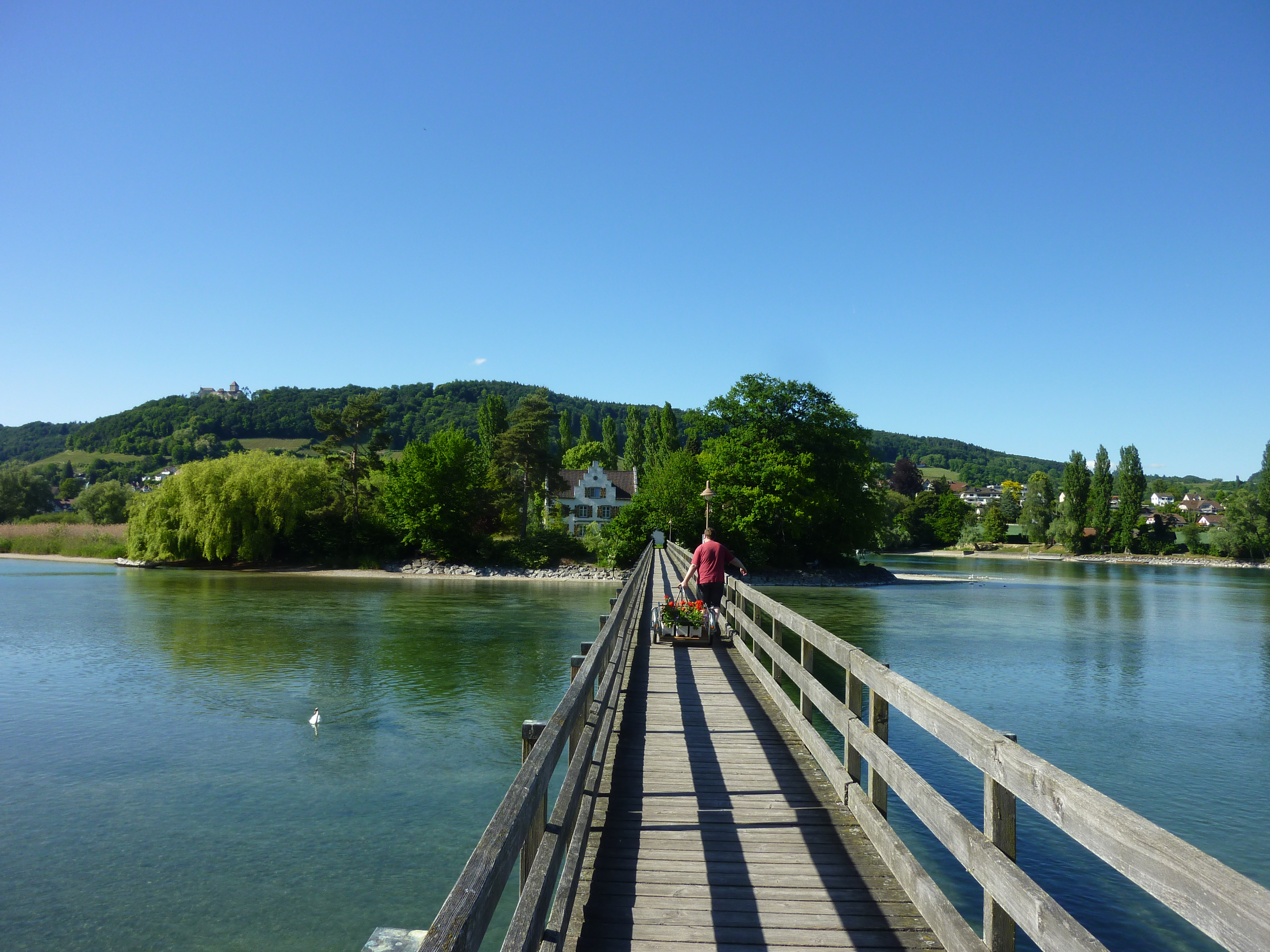
Fussgängerbrücke zur Insel Werd mit dortigem Kloster Werd

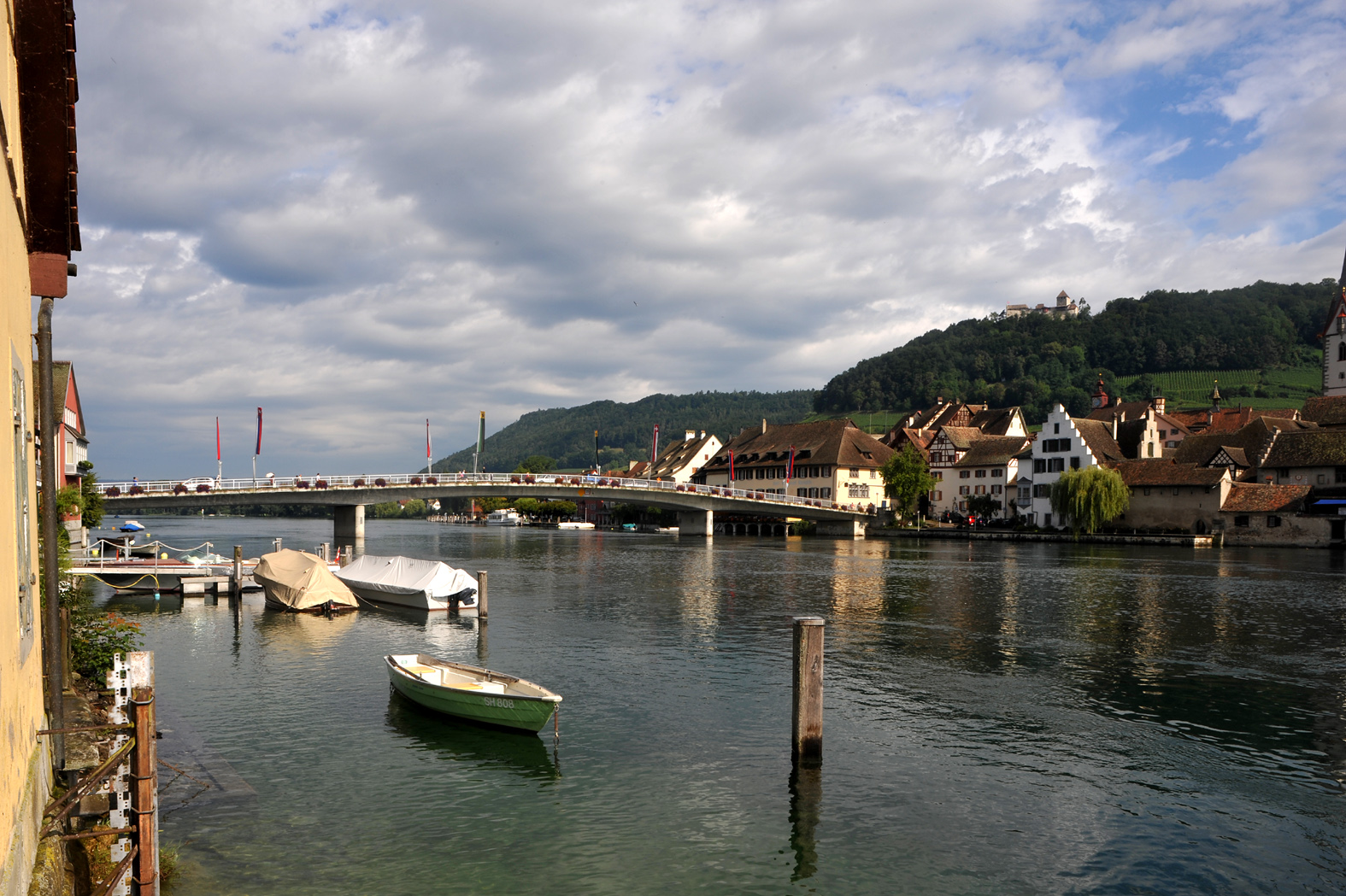
Der strömende Rhein an der Rheinbrücke Stein am Rhein

Der Zubringerweg zum Bodensee-Rundweg führt vom Konstanzer Hafen über die Marktstätte, Kanzleistraße in die Gottlieber Straße. Am Ende dieser Straße wird die Autobahn über eine Fußgängerbrücke überquert und kurz danach der Gottlieber Zoll zur Schweiz hin passiert. Hier ist zur Demonstration der Grenzgeschichte ein kleiner Abschnitt des Grenzzaunes mit einer Höhe von etwa 2½ Meter erhalten worden. Der Grenzzaun wurde von Deutschland ab Winter 1939/40 zur Abschottung errichtet.
Rund 400 Meter nach dem Gottlieber Zoll führt der Bodensee-Rundweg als Fußweg zum Ufer des Seerheins. Der Weg folgt dem naturbelassenen Ufer Richtung Gottlieben. Am Wegesrand kurz vor Gottlieben liegt am See die ehemalige Wasserburg, das heutige Schloss Gottlieben, in dessen zwei Türmen aus dem 14. Jahrhundert Jan Hus, Hieronymus von Prag und der später abgesetzte Papst Johannes XXIII. (Gegenpapst) 1414–1418 gefangen gehalten wurden. Gottlieben besticht durch seine Fachwerkhäuser und die Lage am See.
Von Gottlieben führt der Bodensee-Rundweg entlang des Naturschutzgebietes Espenriet. Die Reste eines Bunkers aus dem Festungsgürtel Kreuzlingen, einem Teil des Netzwerks von Verteidigungsbefestigungen der Schweiz, sind noch sichtbar. Entlang der Seeseite der Bahnstrecke in den Ort Ermatingen. Am Ufer sind drei große Fischerboote aus der Zeit des Schleppnetzfischerei ausgestellt. Entlang der Seestrasse reihen sich die Fachwerkhäuser von Ermatingen. Von Ermatingen aus wird wieder der Bodensee-Rundweg an der Seeseite der Bahnstrecke nach Mannenbach-Salenstein gewählt.
Der Bodensee-Rundweg verläuft dann ab Eschlibach landeinwärts oberhalb der Bahnstrecke nach Berlingen. An der Schiffslände von Berlingen wird an den Untergang des Raddampfers Rheinfall im Jahr 1869 erinnert. Als Erinnerung wurde der zerborstene Kessel des Unglücksschiffes aufgestellt.
Alternativ führt ein Weg vor und in Berlingen TG entlang der stark befahrenen Hauptstrasse 13 entlang. Zur Rückfahrt nach Konstanz wird das Boot der Schweizerischen Schifffahrtgesellschaft Untersee und Rhein genommen.
Von Berlingen nach Stein am Rhein
Der Bodensee-Rundweg verläuft von Berlingen aus landeinwärts oberhalb der Bahnstrecke nach Steckborn. In Steckborn befinden sich der Turmhof aus dem Jahr 1282 und das Rathaus mit direktem Durchgang zur Schiffslandestelle.
Alternativ führt ein Weg von Berlingen als kombinierter Fahrrad-/Wanderweg direkt an der vielbefahrenen Nationalstraße und am Seeufer nach Steckborn.
Von Steckborn aus führt der Bodensee-Rundweg zunächst oberhalb der Nationalstraße 13 in Richtung Mammern. Später verläuft er oberhalb der Bahntrasse, danach unterhalb der Bahntrasse. Der Weg folgt dann direkt dem naturbelassenen Ufer nach Mammern. Von dort aus verläuft er zunächst oberhalb der Bahntrasse, dann zwischen Straße und See nach Eschenz.
Als Abstecher in Eschenz ist ein Besuch des Franziskanerklosters auf der Rheininsel Werd (Bodensee) über einen Holzsteg, der nur für Fußgänger benutzbar ist, möglich.
Von Eschenz verläuft der Bodensee-Rundweg entlang dem Uferweg, am „Wasser- und Zugvogelreservat Untersee und Rhein“ vorbei zur Rheinbrücke Stein am Rhein. Über die Rheinbrücke in das rechtsrheinische, mittelalterliche, trotz eines irrtümlichen Bombenangriffs im Zweiten Weltkrieg komplett erhaltene Städtchen Stein am Rhein. Bemerkenswert sind die Stadttore, die Brunnen und das mittelalterliche Stadtbild mit vielen Fassadenmalereien sowie das Kloster St. Georgen.
Zurück geht es mit dem Boot im Zickzackkurs zwischen deutschem und Schweizer Ufer nach Berlingen.

#### Deutscher Uferabschnitt des Untersees und Zellersees

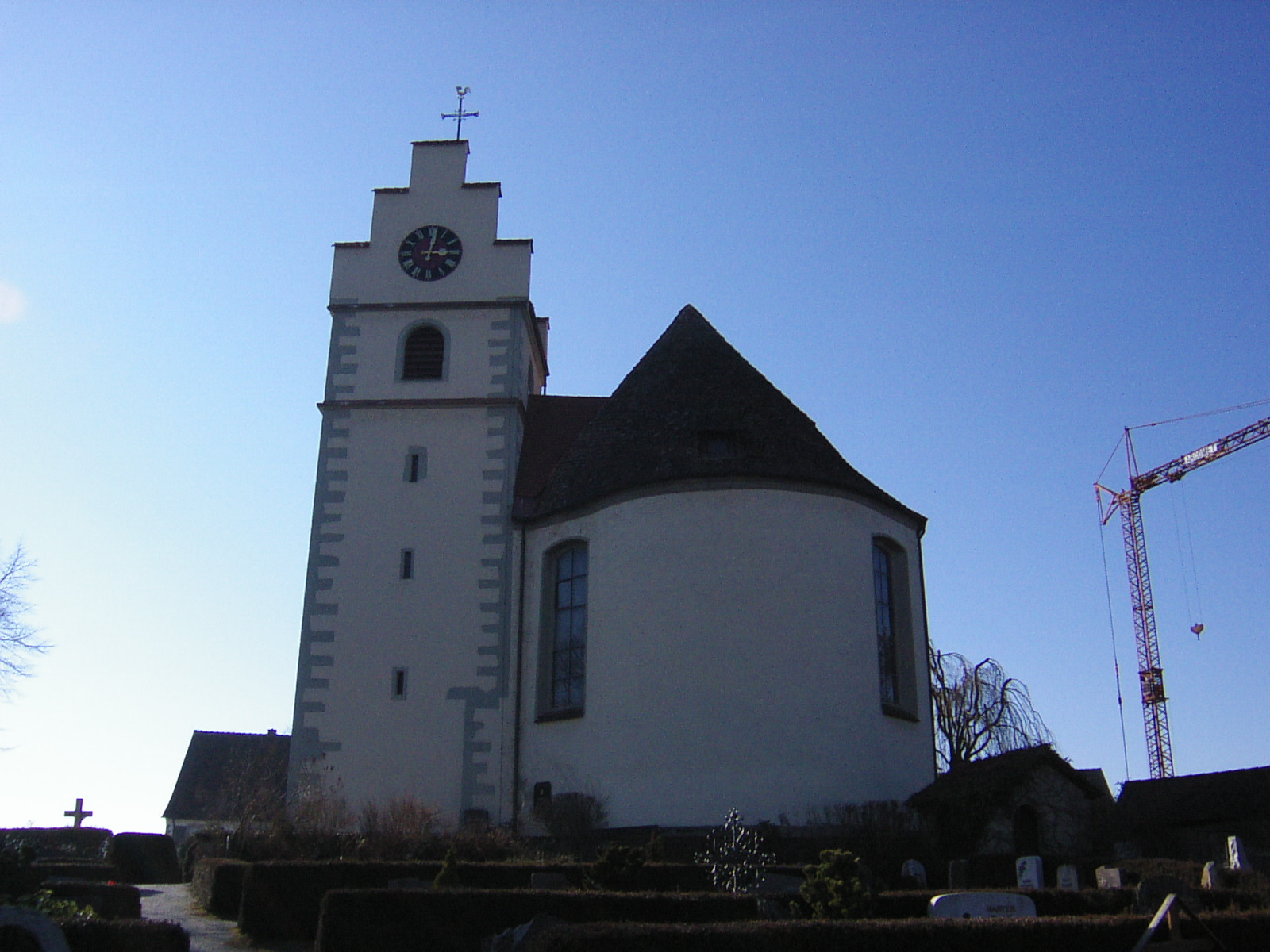
Pfarrkirche von Horn

Von Stein am Rhein (Schweiz) nach Hemmenhofen (Deutschland)
Vom Rathausplatz in Stein am Rhein entlang der Nebenstrasse Richtung Wangen.
Außerhalb der Stadt Stein am Rhein verläuft dann der Bodensee-Rundweg als Rad-/Fußweg seefern zwischen Seeufer und Nebenstrasse. Die Grenze zwischen Schweiz und Deutschland wird auf diesem Weg nur noch symbolisch markiert durch einen historischen Grenzpfahl des Kantons Schaffhausen und eine Grenztafel der Bundesrepublik Deutschland. Es folgt das nicht zugängliche Schloss Kattenhorn mit der von außen zugänglichen Kapelle St. Blasius (Kattenhorn). Von Schloss Kattenhorn ein sehr steiler Anstieg zur Landstraße. Danach neben der Landstraße nach Wangen. In Wangen zweigt ein seenaher Fußweg ab zum Hafen, zur Schiffsanlegestelle und am Campingplatz vorbei zu einer Schilfzone am Ufer. Dann wieder hinauf zur Landstraße. Seefern entlang der Landstraße, vorbei am unzugänglichen Tagungszentrum Schloss Marbach (Öhningen) nach Hemmenhofen. Kurz vor Hemmenhofen zweigt ein Fußweg ab zum Seeufer und führt seenah weiter zur Schiffslandestelle Hemmenhofen. Mit dem Schiff der Schweizerischen Schifffahrtsgesellschaft Untersee und Rhein im Zickzackkurs zwischen Schweizer und Deutschem Ufer nach Stein am Rhein.
Von Hemmenhofen nach Radolfzell
Von der Schiffslandestelle in Hemmenhofen führt der Bodensee-Rundweg noch ca. 100 Meter entlang des Seeufers. Dann führt ein Fußweg hinauf zur Landstraße.
Dann verläuft der Bodensee-Rundweg weiter oberhalb der Landstraße und führt nach Gaienhofen.
Alternativ verläuft direkt neben der Landstraße der kombinierte Fuß-/Radweg nach Gaienhofen.
In Gaienhofen führt der Bodensee-Rundweg die Straße hinunter Richtung See und am Internat Schloss Gaienhofen vorbei. Nun geht es durch das Naturschutzgebiet, das zum Schutz der Pflanzen teilweise ohne Maschinen kultiviert wird, über Horn (Ortsteil von Gaienhofen) mit Blick auf die oberhalb liegende Pfarrkirche, Iznang (Ortsteil von Moos) nach Moos (am Bodensee). Von Moos verläuft der Bodensee-Rundweg als kombinierter Rad-/Fußweg neben der Landstraße bis Radolfzell. Dieser Abschnitt der Landstraße ist als Damm quer durch ein Feuchtgebiet mit dichtem Schilfbewuchs gebaut und überquert die Radolfzeller Aach. Von Radolfzell zurück mit dem Südbadenbus nach Hemmenhofen.

#### Am Gnadensee von Radolfzell nach Konstanz
Von Radolfzell nach Allensbach

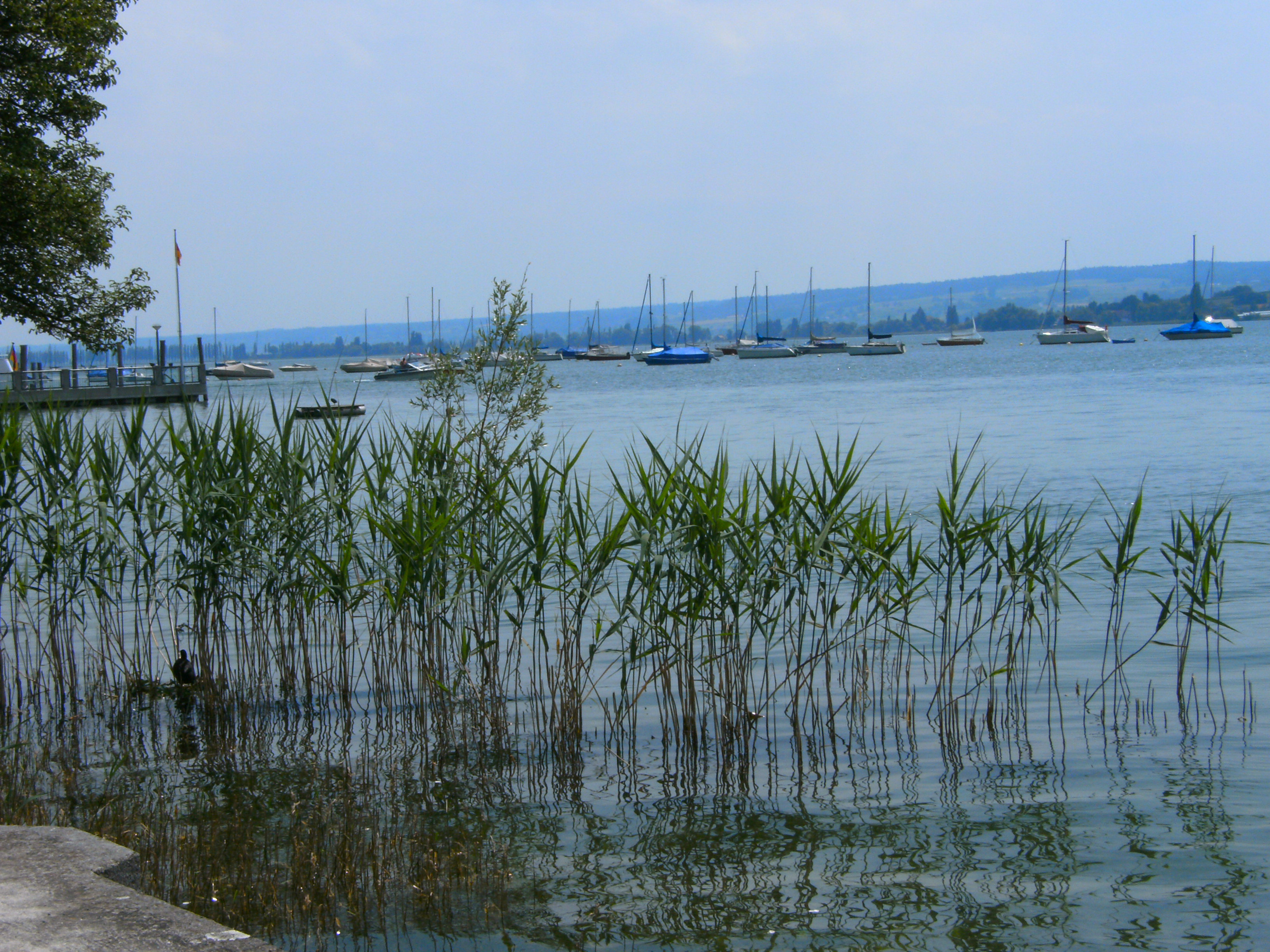
Partie am Bodensee in Allensbach

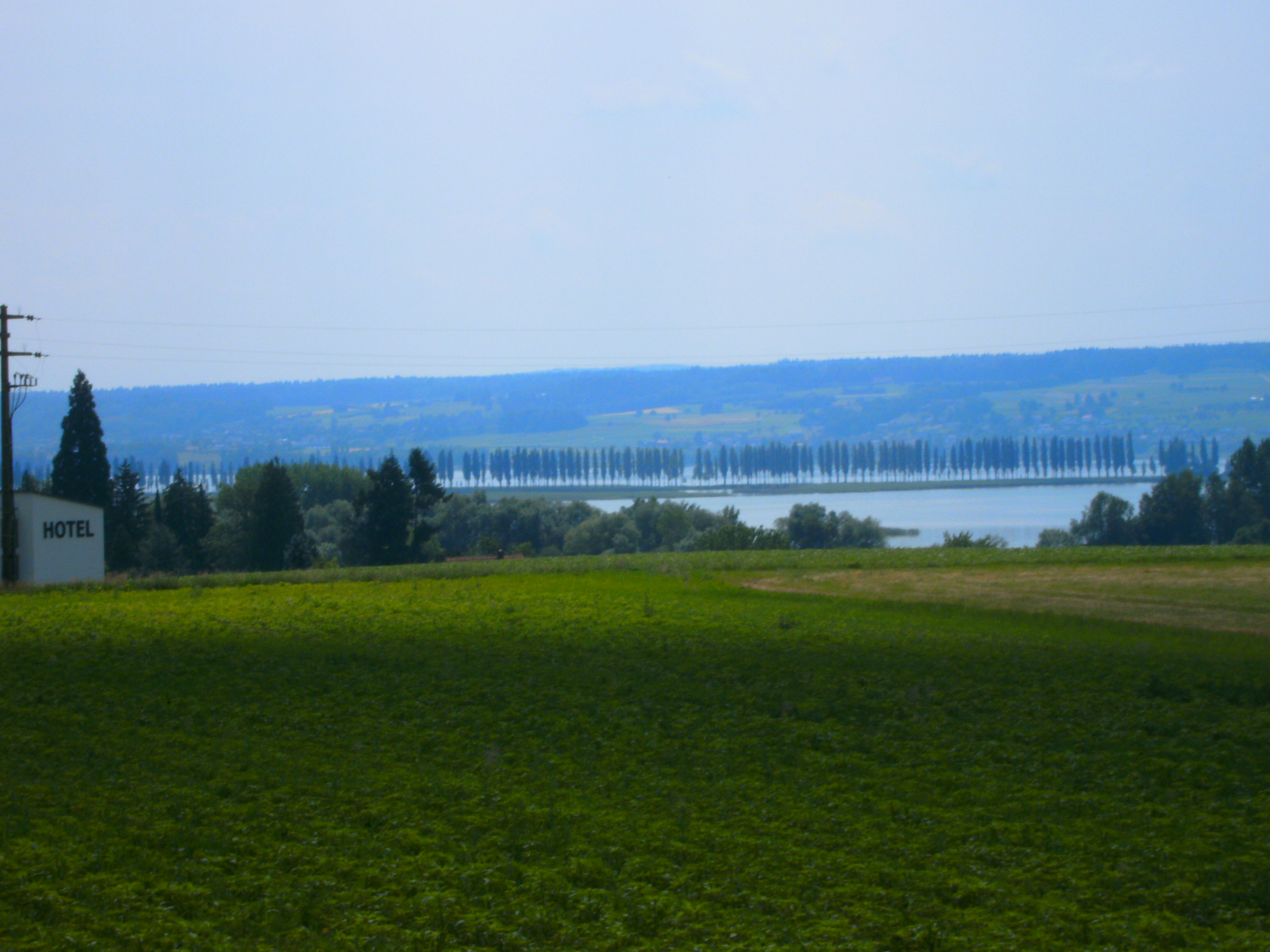
Blick vom Bodensee-Rundweg bei Hegne auf den Damm der Insel Reichenau.

Der Bodensee-Rundweg führt vom Osten von Radolfzell seefern über Markelfingen nach Allensbach.
Alternative: Ab dem Osten von Radolfzell verläuft der Riedweg oberhalb der Bahnstrecke. Weiter geht es durch den Ort Markelfingen hindurch und neben der Kreisstrasse 6170 nach Allensbach. Hin und wieder ist der Blick auf die Halbinsel Mettnau und mit zunehmender Nähe zu Allensbach auf die Insel Reichenau möglich. In der Ortsmitte von Allensbach geht es hinunter zum Seeweg, der zwischen Bahnstrecke und Häusern am Seeufer verläuft. Entlang der Bahnstrecke geht es bis zum Haltepunkt Allensbach oder zur Bushaltestelle an der Dorfstraße. Von dort per Bus oder Bahn nach Radolfzell zurück.
Von Allensbach nach Konstanz
Vom Haltepunkt Allensbach geht der Zubringerweg nach Unterquerung der Bundesstraße 33 hinauf zu den Kliniken Schmieder.
Der Bodensee-Rundweg verläuft hinter der Schmieder-Klinik am Waldrand entlang. Er geht seefern weiter zunächst oberhalb des Klosters Hegne, dann an den Klostermauern vorbei und schließlich durch den Wald sehr seefern nach Wollmatingen. Der Bodensee-Rundweg macht einen großen Umweg in der Mitte des Bodanrücks über Allmannsdorf nach Konstanz.
Eine Alternative ist die Fahrt von Wollmatingen mit dem Bus der Stadtwerke Konstanz nach Konstanz oder die Rückkehr mit der Bahn vom Haltepunkt Konstanz-Wollmatingen zum Haltepunkt Allensbach.

## Tagestouren

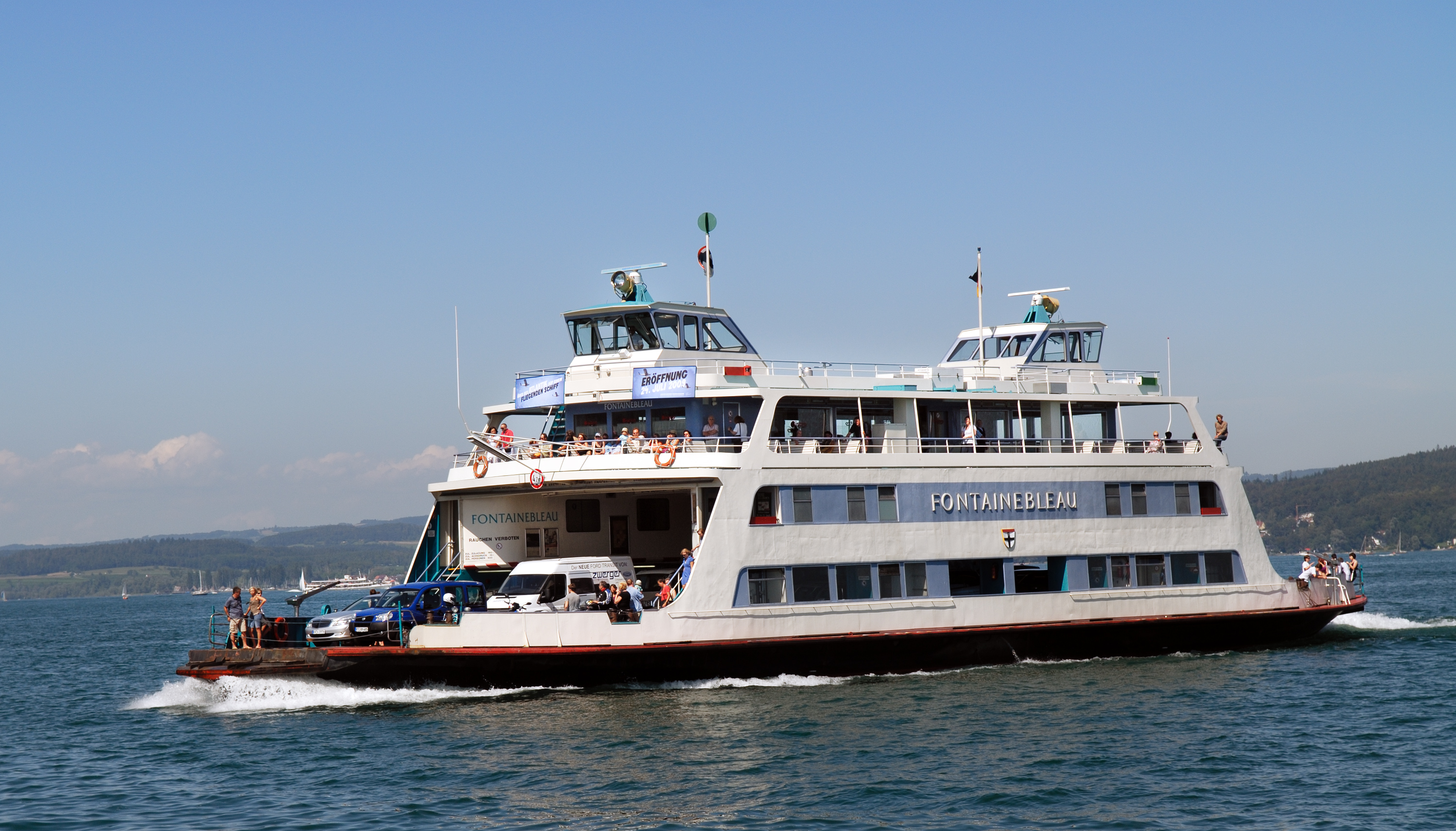
Autofähre „Fontainebleau“ Konstanz-Meersburg

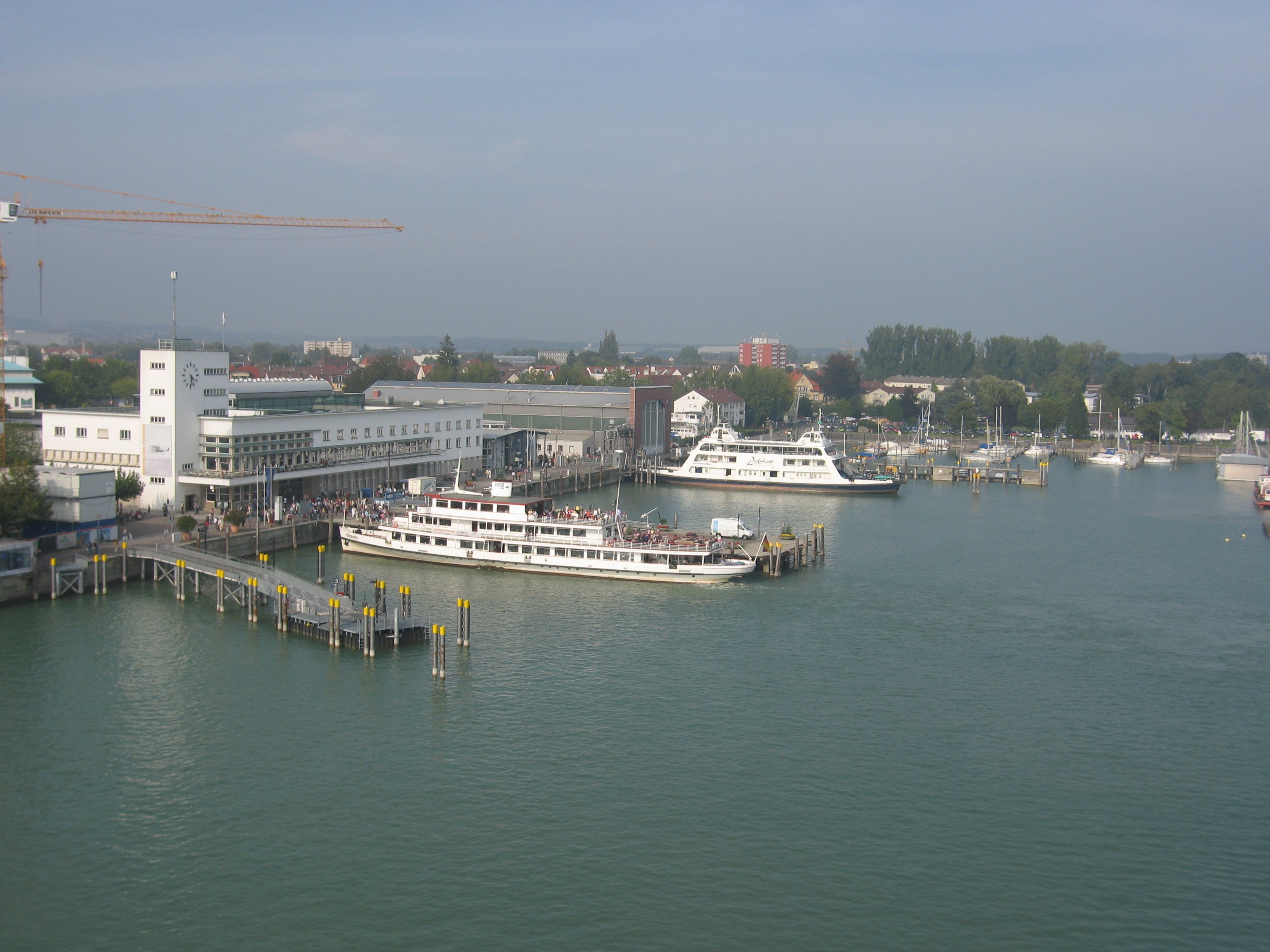
Der Hafen von Friedrichshafen – Blick vom Moleturm

Die Gesamtstrecke um den Ober-, Unter- und Überlinger See von ca. 260 km lässt sich nur in mehreren Tageswanderungen absolvieren. Dies ist auch von einem festen Urlaubsquartier am See mit täglichen An- und Rückfahrten machbar. Wesentliche Zubringerdienste leistet die Bodenseeschifffahrt.

### Zubringerverbindungen Obersee
Auf der nördlichen Seite des Bodensees sind die Schiffe der Bodensee-Schiffsbetriebe zwischen Überlingen, Meersburg, Friedrichshafen und Lindau bis zum österreichischen Bregenz während des Sommerfahrplans gute Zubringer. Auch die Buslinien entlang der Bundesstraße von Überlingen nach Friedrichshafen sind brauchbar. Von Bregenz gibt es gute Busverbindungen nach Fußach und die Bahnstrecke nach St. Margarethen in der Schweiz. Auf Schweizer Gebiet ist die Bahn entlang des Bodensees von Romanshorn nach Kreuzlingen gut zu erreichen. Zwischen Nord- und Südufer des Obersees kreuzen die Autofähre von Friedrichshafen nach Romanshorn und die Autofähre Meersburg nach Konstanz-Staad sowie die Schiffslinien von Lindau nach Rorschach oder von Friedrichshafen nach Rorschach oder die privaten Rundfahrtschiffe seitlich vom Konstanzer Hafen nach Konstanz-Therme, Bottighofen (CH) und zurück nach Konstanz-Hafen.

### Zubringerverbindungen Überlinger See
Quer über den Überlinger See verkehrt im Pendelverkehr die Personenschifffahrt Wallhausen–Überlingen mit Anschluss an das Busnetz der Stadt Konstanz bzw. die Buslinie („Seelinie“) Überlingen–Friedrichshafen. Zwischen Überlingen und Bodman verkehren mehrmals am Tag im Zickzackkurs über den Überlinger See die Schiffe der Motorbootgesellschaft Bodman. Die Strecke Bodman–Ludwigshafen wird durch die Buslinie Stockach–Ludwigshafen–Bodman–Stahringen bedient. Die Strecke Ludwigshafen–Überlingen durch die Buslinie Überlingen–Ludwigshafen–Stockach sowie durch die Eisenbahn.

### Zubringerverbindungen Schweizer Ufer des Untersees
Von Kreuzlingen über Konstanz fährt mehrmals täglich im Zickzackkurs zwischen deutschem und Schweizer Ufer ein Schiff der „Schweizerischen Schifffahrtsgesellschaft Untersee und Rhein“ nach Stein am Rhein (und weiter bis Schaffhausen). Ferner verkehrt in kurzer Taktung ein Zug des Thurbo zwischen Kreuzlingen über Konstanz und dann auf Schweizer Gebiet bis Stein am Rhein (und weiter bis Schaffhausen).

### Zubringerverbindungen deutsches Ufer des Untersees und Zeller Sees
Zwischen Stein am Rhein und Hemmenhofen verkehren Schiffe der Schweizerischen Schifffahrtsgesellschaft Untersee und Rhein. Außerdem fährt regelmäßig der Südbadenbus der Bahn die Strecke zwischen Stein am Rhein, Hemmenhofen und Radolfzell ab.

### Zubringerverbindungen Gnadensee
Zwischen Allensbach und Radolfzell verkehrt der Südbadenbus 7354. Die Bahnstrecke zwischen Konstanz, Konstanz-Wollmatingen, Allensbach und Radolfzell wird durch den Seehas bedient. Von Wollmatingen nach Konstanz fahren Busse der Stadtwerke Konstanz.